# Simon Rutar
Simon Rutar, slovenski zgodovinar, geograf in arheolog, * 12. oktober 1851, Krn, † 3. maj 1903, Ljubljana.
Maturiral je na goriški gimnaziji in se je po odsluženem enoletnem vojaškem roku (1872/73) vpisal na graško univerzo na študij zgodovine in geografije. Postal je eden prvih slovenskih univerzitetno šolanih zgodovinarjev. Po koncu študija je služboval na srednjih šolah in nato v muzejih v Splitu in v Ljubljani. Bil je ploden pisec in je napisal vrsto del o zgodovini in arheologiji, velja tudi za začetnika slovenske arheološke terminologije. Med drugim je napisal obsežno Zgodovino Tolminskega.

## Dela
- Simon Rutar, Domoznanstvo poknežene grofije Goriške in Gradiščanske. Na Dunaju, 1882;
- Simon Rutar, Zgodovina Tolminskega, to je: zgodovinski dogodki sodnijskih okrajev Tolmin, Bolec in Cerkno ž njih prirodoznanskim in statističnim opisom. U Gorici, 1882;
- Simon Rutar, Poknežena grofija Goriška in Gradiščanska. 2 zv. Ljubljana, 1892-1893 (v dlib.si);
- Simon Rutar, Zgodovinske črtice iz poknežene grofije goriške in gradiške. V Gorici, 1895;
- Simon Rutar, Samosvoje mesto Trst in mejna grofija Istra : prirodoznanski, statistični, kulturni in zgodovinski opis. 2 zv. Ljubljana, 1896-1897;
- Simon Rutar, Beneška Slovenija : prirodoznanski in zgodovinski opis. Ljubljana, 1899.